# 도일 브런슨

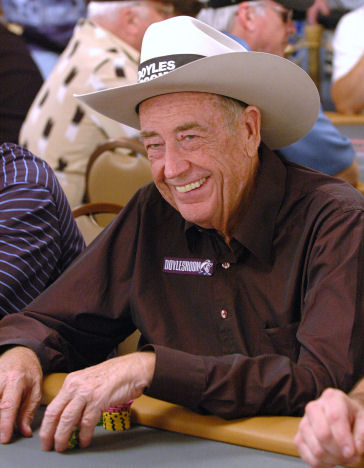
도일 브런슨. 2006년 월드시리즈 포커 대회

도일 브런슨(Doyle Brunson, 1933년 8월 10일~2023년 5월 14일)은 미국의 포커 선수였다.

## 도일스 룸
도일스 룸은 온라인 포커 사이트로 2004년 설립되었다. 원래 트라이베카 포커 네트워크로 운영되었으며, 2007년 포커 네트워크로 바꿨다. 2009년 1월 케이크 포커 네트워크로 바꾸었으며, 2011년에는 야타헤이 네트워크로 바꿨다. 2011년 5월 26일, 도일스 룸은 불법 도박 혐의로 수사받게 되었으며, 브런슨은 도일스 룸과 관계를 끊었다. 2011년 10월, 도일스 룸은 아메리카스 카드룸(Americas Cardroom)에 인수되었다.